# Seznam italijanskih vojaških osebnosti
Seznam italijanskih vojaških osebnosti je krovni seznam.

## Seznami
- seznam italijanskih admiralov
- seznam italijanskih generalov
- seznam italijanskih letalskih asov
- seznam italijanskih obveščevalcev
- seznam italijanskih ostrostrelcev
- seznam italijanskih partizanov
- seznam italijanskih vohunov
- seznam italijanskih vojaških diplomatov
- seznam italijanskih vojaških pilotov
- seznam italijanskih vojaških teoretikov
- seznam italijanskih vojskovodij